# 小村充広
小村 充広（こむら みつひろ）は、日本の実業家。ジャパンネット銀行（現PayPay銀行）代表取締役社長、同社取締役会長を経て、フリー株式会社特別顧問、一般社団法人DIGITAL CAMP代表理事、株式会社エクレクト取締役会長。

## 人物・経歴
鹿児島県出身。鹿児島県立鶴丸高等学校を経て、1982年一橋大学商学部卒業、三井銀行入行、幡ヶ谷支店配属。さくら銀行ネットバンク準備室長として日本初のインターネット専業銀行の設立にあたり、2000年にジャパンネット銀行が設立されると取締役企画部長に就任。2002年ジャパンネット銀行常務取締役。2006年ジャパンネット銀行代表取締役専務取締役。2012年からジャパンネット銀行代表取締役社長を務めた。2018年ジャパンネット銀行取締役会長。2019年freee執行役員兼freee finance Lab代表取締役会長、エクレクト監査役。2019年11月一般社団法人電子決済等代行事業者協会理事。2020年freee finance lab代表取締役社長。2021年6月一般社団法人DIGITAL CAMP代表理事。2023年9月株式会社エクレクト取締役会長。2024年7月フリー株式会社特別顧問。